# Polyrhachis pellita
Polyrhachis pellita é uma espécie de formiga do gênero Polyrhachis, pertencente à subfamília Formicinae.